# ERC-20
Az ERC-20 (angolul: Ethereum Request for Comments 20) okosszerződésekhez használt technikai szabvány az Ethereum blokkláncon. Az Ethereum blokkláncon kibocsátásra kerülő tokenek többségében ERC-20 tokenek. A 2019 októberében több mint 200 000 ERC-20 kompatibilis token található az Ethereum fő hálózatán.
Az ERC-20 meghatározza az Ethereum ökoszisztémában a tokenekre vonatkozó szabályok listáját, lehetővé téve a fejlesztők számára, hogy pontosan megvalósíthassák a tokenek közötti lehetséges interakciókat. Ezek a szabályok magukban foglalják a tokenek cseréjének lehetőségét a címek között, és az egyes tokeneken belüli adatok elérésének módját.

## Története
Az ERC-20 leírása Fabian Vogelsteller nevéhez fűződik, aki 2015. november 19-én a GitHub platform felületén kezdeményezte az Ethereum fejlesztői között az egyeztetést. A kezdeményezés célja egy olyan szabálylista megfogalmazása volt, melynek az Ethereum blokkláncán létrehozandó tokeneknek teljesíteniük kell, ezzel növelve a kompatibilitást. Az ERC az „Ethereum Request for Comment” rövidítése, a 20 pedig a megbeszélés azonosítójából adódik. A szabvány 2017-ben került hivatalosan elfogadásra.
Az Ethereum alap digitális valutája – az ether – nem felel meg az ERC-20 szabványnak, ezért a szabványnak megfelelő piactéren való kereskedéshez a felhasználóknak először át kell váltaniuk úgynevezett „wrapped” tokenre, más néven „WETH”-re.
Az ERC-20 tokenek népszerűvé váltak a közösségi finanszírozás (ICO) területén, köszönhetően egyszerűségének és az Ethereum token szabványok közötti lehetséges átjárhatóság miatt. Az egyik legsikeresebb ERC-20 tokenértékesítés az EOS nevéhez fűződik, amely 2017-ben 185 millió amerikai dollár értékben kereskedett 5 nap alatt, de hasonlóan sikeres volt a BTN token a 158 millió dolláros forgalmával.
Az Etherscan adatai szerint 2019. július 18-án 200 778 ERC-20 tokenszerződés szerepelt az Ethereum blokkláncon. A szerződések száma 2021. november 4-én pedig már 463 537.

## Tartalma
Az ERC-20 hat kötelező funkciót határoz meg, amit Ethereum rendszeren belül a tokeneknek teljesíteniük kell:
- totalSupply funkció: A tokenek maximális számának kezelése. Az okosszerződésnek képesnek kell lennie arra, hogy megállítsa a tokenek létrehozását, amint elérte a határt.
- balanceOf funkció: Egyenlegkezelés. Az okosszerződésnek meg kell tudnia mondani, hogy egy adott cím mennyi tokennel rendelkezik.
- transfer funkció: Az okosszerződés ezzel a módszerrel küldi el a tokeneket a küldőtől az átvevőhöz.
- transferFrom funkció: Az okosszerződés kezeli a tokenek átvitelét a felhasználók között.
- approve funkció: Jóváhagyás. Az okosszerződés meghatározza, hogy adhat-e tokeneket egy felhasználónak, ellenőrizve, hogy a forgalomban lévő tokenek száma nem érte el a korlátot.
- allowance funkció: Engedélyezés. Az okosszerződés ellenőrzi, hogy a tokeneket küldeni kívánó felhasználónak van-e elegendő fedezete az átutaláshoz.

Emellett pedig leír három opcionális funkciót, amelyek a használhatóságot növelik, de nem feltételei a szabványnak:
- name funkció: A token elnevezését adja vissza.
- symbol funkció: A token rövid elnevezését adja vissza.
- decimal funkció: A token egységének tizedesjegyeit határozza meg.